# Seridalam
Seridalam is een bestuurslaag in het regentschap Ogan Ilir van de provincie Zuid-Sumatra, Indonesië. Seridalam telt 1751 inwoners (volkstelling 2010).